# 豊乃鶴酒造
豊乃鶴酒造（とよのつるしゅぞう）は、千葉県夷隅郡大多喜町新丁に本社および工場を置く日本の酒造会社。

## 概要
豊乃鶴酒造は、1781年 - 1788年頃（天明年間）、大多喜町新丁字銭神地区で創業し、明治維新期、廃藩置県を機に現在地に移転した。現在、17代目蔵元・田嶋豊成が「大多喜城」ブランドの日本酒を醸造販売する老舗酒造メーカーである。
「大多喜城」の由来
創業当時の地は、徳川四天王の一人、上総大多喜藩主・本多忠勝が、初代城主となった大多喜城下であることから命名した。

## 営業情報
酒造見学 - 電話にて予約必要
- 定休日 - 日曜日
- 営業時間 - 午前8時 - 午後5時
- 駐車場 - 普通車5台

## 文化財
登録有形文化財（建造物）
登録年月日:1999年（平成11年）11月18日、種別:産業3次/建築物、登録基準:造形の規範となっているもの。
豊乃鶴酒造主屋
年代:1874年（明治7年）建築、木造2階建、瓦葺、建築面積134m2。
登録有形文化財（建造物）
登録年月日:2011年（平成23年）10月28日、種別:産業3次/建築物（煙突:その他工作物）、登録基準:国土の歴史的景観に寄与しているもの。
豊乃鶴酒造店舗
年代:1926年 - 1945年（昭和前期）建築、木造2階建、瓦葺、建築面積66m2。
豊乃鶴酒造精米所及び貯蔵庫
年代:1868年 - 1882年（明治前期）建築、2010年（平成22年）改修、木造平屋建、瓦葺、建築面積114m2。
豊乃鶴酒造工場
年代:1875年（明治8年）頃、建築、木造平屋建、瓦葺、建築面積417m2。
豊乃鶴酒造酒蔵
年代:1875年（明治8年）建築、木造2階建、瓦葺、建築面積213m2。
豊乃鶴酒造煙突
年代:1948年（昭和23年）頃、建築、煉瓦造、高さ16m。

## 受賞歴
全国新酒鑑評会
- 平成16酒造年 - 「大多喜城」金賞受賞[7]
- 平成17酒造年 - 「大多喜城」金賞受賞[8]

## 交通
鉄道
- いすみ鉄道いすみ線 - 大多喜駅下車、徒歩7分

## 関連文献
- 大多喜町役場『広報おおたき No.522 国の登録有形文化財に登録「豊乃鶴酒造」』「豊乃鶴酒造株式会社所有の「店舗」・「精米所及び貯蔵庫」・「工場」・「酒造」・「煙突」が歴史的建造物として国の登録有形文化財に平成11年に登録された「主屋」に続き、このほど追加登録されました。今回の登録により町内の登録有形文化財は、既に登録されているものを含め9件となりました。」2012年2月24日、2016年10月16日閲覧